# Александрово (Бургасская область)
Александрово (болг. Александрово) — село в Болгарии. Находится в Бургасской области, входит в общину Поморие. Население составляет 78 человек.
Село расположено в 17 км к востоку от города Несебыр, между водохранилищами Ахелой и Порой.

## Политическая ситуация
Александрово подчиняется непосредственно общине и не имеет своего кмета. Кмет (мэр) общины Поморие — Петыр Георгиев Златанов (независимый) по результатам выборов в правление общины. Кметский наместник в селе — Велиана Димитрова Стоянова.